# Julijska kriza
Julijska kriza je oznaka za serijo dogodkov med atentatom na avstro-ogrskega prestolonaslednika Franca Ferdinanda 28. junija 1914 v Sarajevu in začetkom prve svetovne vojne z avstro-ogrsko vojno napovedjo Srbiji 28. julija 1914.

## Sarajevski atentat
General Oskar Potiorek, guverner avstrijske province Bosna in Hercegovina je povabil prestolonaslednika Franca Ferdinanda in njegovo ženo Sophijo na ogled vojaških vaj avstro-ogrskih enot. Franc Ferdinand se je zavedal nevarnosti svojega potovanja, saj je srbska nacionalistična organizacija Črna roka že leta 1911 izvedla poskus atentata na njegovega strica Franca Jožefa.
28. junija 1914, okoli 10. ure, je par v z vlakom prispel v Sarajevo in se v avtomobilski koloni odpeljal skozi mesto. V prvem avtomobilu so bili Fehim Čurčić, župan Sarajeva, in Dr. Gerde, policijski narednik. Franc Ferdinand in Sofija sta bila skupaj z Oskarjem Potiorekom in grofom von Harrachomom v drugem avtomobilu, ki je imel odprto streho.
Sedem članov atentatorske skupine se je razporedilo na predvideni poti. Najprej je avto pripeljal mimo Muhameda Mehmedbašića, ki je stal pred Avstro-Ogrsko banko. Mehmedbašić ni sprožil akcije, kasneje je povedal, da je za njim stal policist, zato se je bal, da bi ga le ta aretiral, preden bi uspel vreči bombo. Ob 10:15, ko je skupina šestih vozil pripeljala mimo glavne policijske postaje, je devetnajstletni Nedeljko Čabrinović vrgel granato proti prestolonaslednikovem avtomobilu. Voznik je opazil leteči predmet in pospešil, zato je granata eksplodirala pod kolesom naslednjega avtomobila. Eric von Merizzi in grof Boos-Waldeck sta bila težko ranjena. Šrapneli granate so poškodovali tudi nekaj ljudi v okolici. Ker je po Čabrinovićevem bombnem napadu prestolonaslednikov avto peljal zelo hitro, ostalih pet zarotnikov, vključno s Principom ni imelo priložnosti izvesti napada. Čabrinović se je poskusil izogniti aretaciji tako, da je pojedel tableto cianida in skočil v bližnjo reko, vendar ga je policija izvlekla iz nje in ga priprla. Videti je bilo, da atentat ni uspel.
Ferdinand se je odločil za obisk poškodovanih v neuspelem bombnem napadu. Da bi se izognili mestnemu jedru je general Oskar Potiorek določil pot vzdolž nabrežja Appel, naravnost do sarajevske bolnišnice, vendar je pozabil obvestiti voznika prestolonaslednikovega avtomobila, Franza Urbana, o tej spremembi. Na poti v bolnišnico je Urban zapeljal v ulico Gebet. Gavrilo Princip, ki je predtem verjetno obupal nad možnostjo uspešnega atentata, se je napotil v kavarno Moritz Schiller, ko je mimo njega pripeljal prestolonaslednikov avtomobil. Voznik je opazil napako, ustavil avto in zapeljal vzvratno. Pri tem je počasi zapeljal mimo tam stoječega Principa. Princip je izvlekel pištolo ter iz razdalje dveh metrov nekajkrat ustrelil v avtomobil. Franca Ferdinanda je zadel v vrat, Sofijo pa v trebuh. Sofija, pri kateri so kasneje odkrili zarodek, je bila na mestu mrtva. Franc Ferdinand je po približno petih minutah padel v nezavest in umrl kmalu zatem.
Princip se je poskušal ubiti s cianidom, nato pa še s pištolo, vendar je strup izbruhal (strup je izbruhal tudi Čabrinović, zato je policija sklepala, da je bil slabe kvalitete), pištolo pa so mu izbili iz roke, še preden je uspel izstreliti strel. Ker je bil Gavrilo Prinicip premlad za smrtno kazen (19 let), je bil obsojen na 20 let težke ječe. Umrl je za tuberkulozo 28. aprila 1918 v zaporu v Terezinu. Ob času smrti je tehtal le 40 kilogramov.

## Avstro-ogrski ultimat
Po atentatu sta se politično in vojaško vodstvo Avstro-Ogrske hitro odločila za obračun s Srbijo. Ko so pridobili nemško podporo, so Srbiji 23. juilja izročili ultimat. Avstro-ogrska stran je pričakovala, da bo srbska stran izpolnila naslednje točke, in sicer:
1. da bo prepovedala vsako publikacijo, ki neti sovraštvo in prezir do monarhije in s svojo splošno tendenco nasprotuje njeni glavni teritorialni integriteti;
2. da bo takoj razpustila nacionalistično organizacijo Narodno odbrano in da bo enako ravnala z drugimi skupinami v Srbiji, ki delajo propagando proti avstro-ogrski monarhiji, ter da bo ukrenila vse, da ta razpuščena društva ne bodo nadaljevala svojega dela pod drugim imenom in v drugi obliki;
3. da bo iz javnega življenja umaknila vse, kar spodbuja oziroma bi spodbujalo negativno propagando zoper Avstro-Ogrsko;
4. da bo odstranila iz vojaške službe in sploh iz uprave vse oficirje in uradnike, ki so se pregrešili s propagando proti monarhiji in katerih imena in dela bo cesarska in kraljevska vlada pozneje sporočila kraljevski vladi;
5. da bo sprejela sodelovanje organov cesarske in kraljevske vlade pri dušenju subverzivnega gibanja, naperjenega proti teritorialni integriteti monarhije;
6. da bo začela sodno preiskavo proti udeležencem v zaroti dne 28. junija, ki so na srbskem ozemlju. Pri tej preiskavi naj bi sodelovali organi, ki bi jih imenovala cesarska in kraljeva vlada;
7. da nemudoma aretira osebe, ki so bile po mnenju avstro-ogrske strani vpletene v zaroto;
8. da prepreči ilegalne prenose orožja in eksploziva preko državne meje iz Srbije v Bosno;
9. da bo cesarski in kraljevski vladi dala pojasnilo o neopravičenem govorjenju srbskih visokih uradnikov v Srbiji in tujini, ki se navzlic svojemu uradnemu položaju po atentatu 28. junija niso pomišljali v intervjujih sovražno se izražati o avstro-ogrski monarhiji;
10. da bo nemudoma obvestila cesarsko in kraljevo vlado, kako je izvedla ukrepe, obljubljene v zgornjih točkah.

Srbska vlada in kralj so se znašli v dilemi, ali zahteve sprejmejo ali ne, časa za odločanje je bilo malo. Z njihovega vidika so bile avstrijske zahteve sramotne in nesprejemljive, zato so sprejetju poskušali izogniti tako, da so iskali politično in vojaško podporo pri svoji zaveznici Rusiji. Ta jih je sprva zavrnila, saj sama ni bila pripravljena vstopiti v vojno z Avstro-Ogrsko ter posledično z Nemčijo, po drugi strani pa je bila prepričana, da Avstro-Ogrska ne bo tvegala vojne s Srbijo in s tem z Rusijo. Tako je Rusija Srbiji dala 25. julija le moralno podporo (obvezala se je, da bo varovala njeno suverenost) in ji hkrati svetovala, naj sprejme avstrijske zahteve. Srbska vlada je torej v predvidenih 48 urah pozitivno odgovorila na vse točke ultimata, razen na točko številka šest, ki je po njenem mnenju kršila ustavo in posegala v suverenost neodvisne države.

## Vojna napoved
Ker niso bile izpolnjene vse njene zahteve, je Avstro-Ogrska Kraljevini Srbiji natanko mesec dni po atentatu 28. julija 1914 ob 11.00 napovedala vojno. Začela se je prva svetovna vojna.